# Карапыши
Карапыши́ (укр. Карапиші́) — село, входит в Мироновский район Киевской области Украины.
Население по переписи 2001 года составляло 3081 человек.
Почтовый индекс — 08841. Телефонный код — 4574. Занимает площадь 57,23 км². Код КОАТУУ — 3222982601.

## Местный совет
08841, Київська обл., Миронівський р-н, с. Карапиші, вул. Незалежності, 23; тел. 3-12-94  (укр.)

## Известные люди
В селе родились: 
- Виктор Капшук — Герой Советского Союза.
- Виктор Ярмола — Герой Социалистического Труда.
- Станислав Медведенко — украинский баскетболист.